# Cañaveral (Coclé)
Cañaveral es uno de los once corregimientos del distrito de Penonomé, situado en la provincia de Coclé, Panamá. Es igualmente una de las ciudades más antiguas de la región.

## Etimología
Debe su nombre a los sembradíos de caña de azúcar de una extensa finca situada en el actual territorio del corregimiento. La caña, junto al trapiche, era el principal recurso de la región.

## Características
Actualmente, al igual que en los vecinos corregimientos de Coclé, Penonomé Cabecera, Río Grande y El Coco, en Cañaveral se han diversificado los cultivos (arroz, tomate, melón y sandía) y existen explotaciones ganaderas.
Su clima es muy cálido durante casi todo el año, con aumentos de temperatura en los meses de febrero y marzo.
Integrado por 12 comunidades, el corregimiento tiene una superficie de 62.4 kms2 y una densidad poblacional de 101.5 habitantes por Kms2.
Según el censo realizado en el año 2010, Cañaveral cuenta con una población de 7517 habitantes, de los cuales 3742 son hombres y 3775 mujeres. Sus comunidades agrupan un total de 2230 viviendas y cuentan con iglesias, escuelas y casa comunal.
El corregimiento está gobernado por una Junta Comunal cuyos fines declarados son impulsar «la organización y la acción de la comunidad para promover su desarrollo social, económico, político y cultural y para velar por la solución de sus problemas».
Entre sus principales festividades se encuentra la celebración en honor de San Sebastián que tiene lugar el 20 de enero de cada año. Durante la misma se realizan corridas de toros y celebraciones religiosas.
Entre las atracciones turísticas se cuenta el balneario Brisas del Guacamaya, el Chorro de Santa María y la Cueva de Los Ladrones en el cerro Guacamaya.

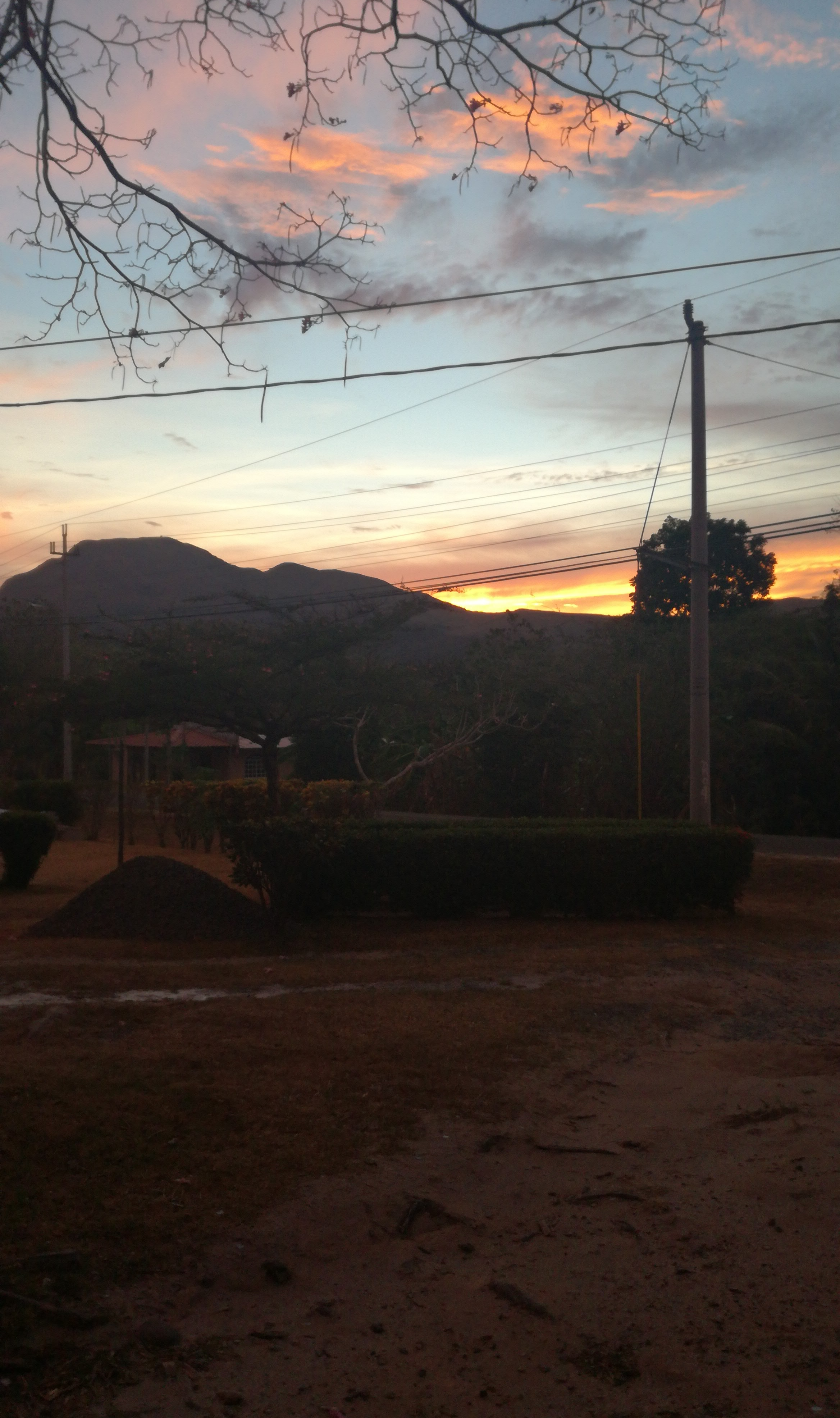
Vistas del Cerro Guacamaya al atardecer.

La deforestación incontrolada de las tierras públicas en las laderas del cerro Guacamaya motivaron que el gobierno las declarara en el 2007 "patrimonio forestal del estado" con el fin de detener la tala, proteger la fauna, yacimientos arqueológicos en sus faldeos y los recursos hídricos que abastecen a través de acueductos rurales a más de 40 comunidades de los distritos de Penonomé y La Pintada.